# Open Guadeloupe 2011
L'Open Guadeloupe 2011, noto anche come Orange Open Guadalupe, è stato un torneo professionistico di tennis maschile giocato sul cemento. È stata la 1ª edizione del torneo e faceva parte dell'ATP Challenger Tour nell'ambito dell'ATP Challenger Tour 2011. Si è giocato a Le Gosier in Guadalupa dal 14 al 19 marzo 2011.

## Partecipanti

### Teste di serie
| Giocatore  | Nazionalità           | Ranking* | Testa di serie |
| ---------- | --------------------- | -------- | -------------- |
| Finlandia  | Jarkko Nieminen       | 51       | 1              |
| Italia     | Fabio Fognini         | 54       | 2              |
| Spagna     | Daniel Gimeno Traver  | 61       | 3              |
| Germania   | Tobias Kamke          | 68       | 4              |
| Spagna     | Pablo Andújar         | 69       | 5              |
| Spagna     | Rubén Ramírez Hidalgo | 76       | 6              |
| Portogallo | Frederico Gil         | 85       | 7              |
| Italia     | Simone Bolelli        | 97       | 8              |

- Ranking al 7 marzo 2011.

### Altri partecipanti
Giocatori che hanno ricevuto una wild card:
- Fabio Fognini
- Daniel Gimeno Traver
- Gianni Mina
- Jarkko Nieminen

## Campioni

### Singolare
Olivier Rochus ha battuto in finale  Stéphane Robert con il punteggio di 6–2, 6–3

### Doppio
Riccardo Ghedin /  Stéphane Robert hanno battuto in finale  Arnaud Clément /  Olivier Rochus con il punteggio di 6–2, 5–7, [10–7]